# Mériadeck

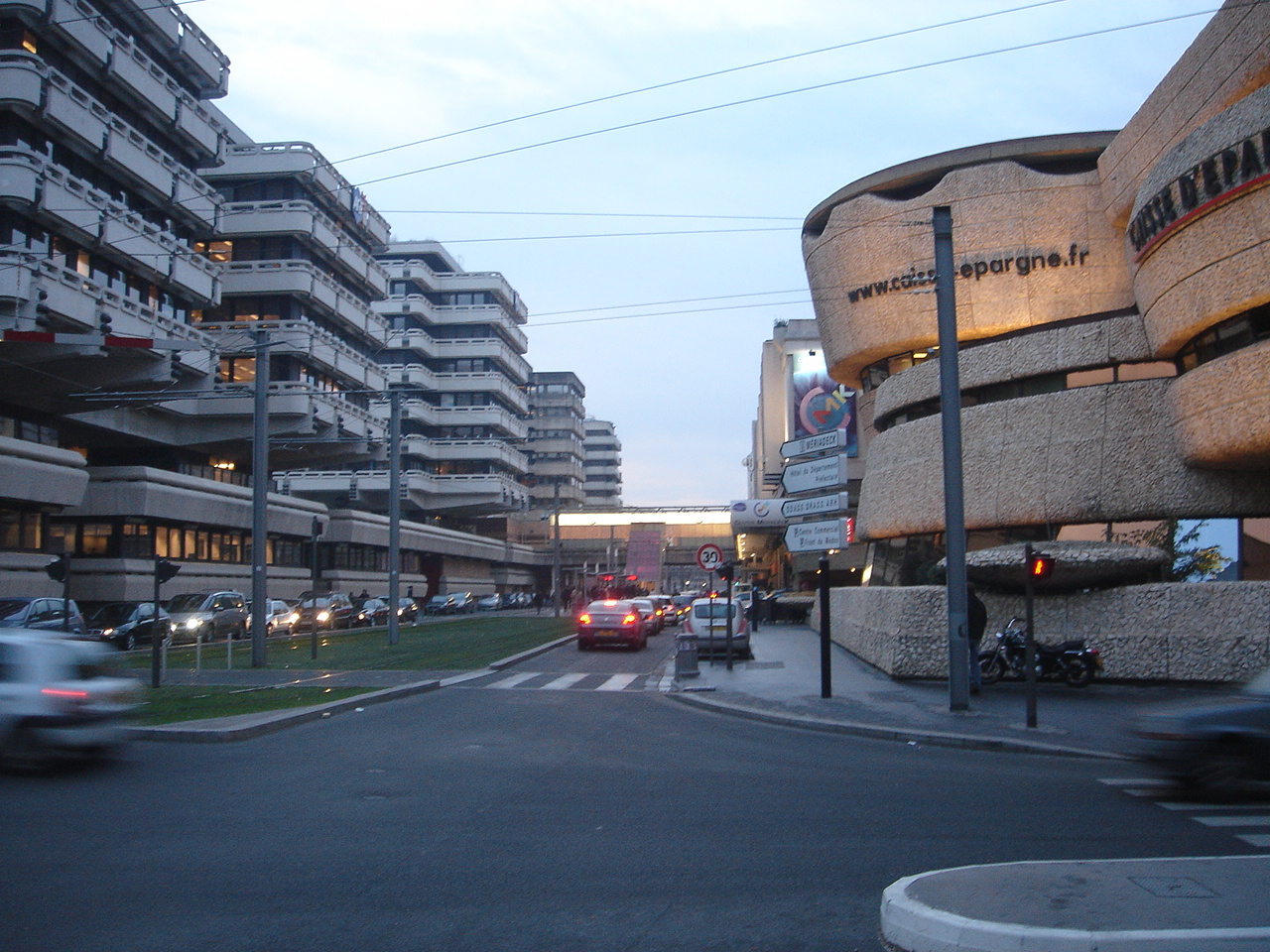
Rue Claude Bonnier gezien vanaf het oosten

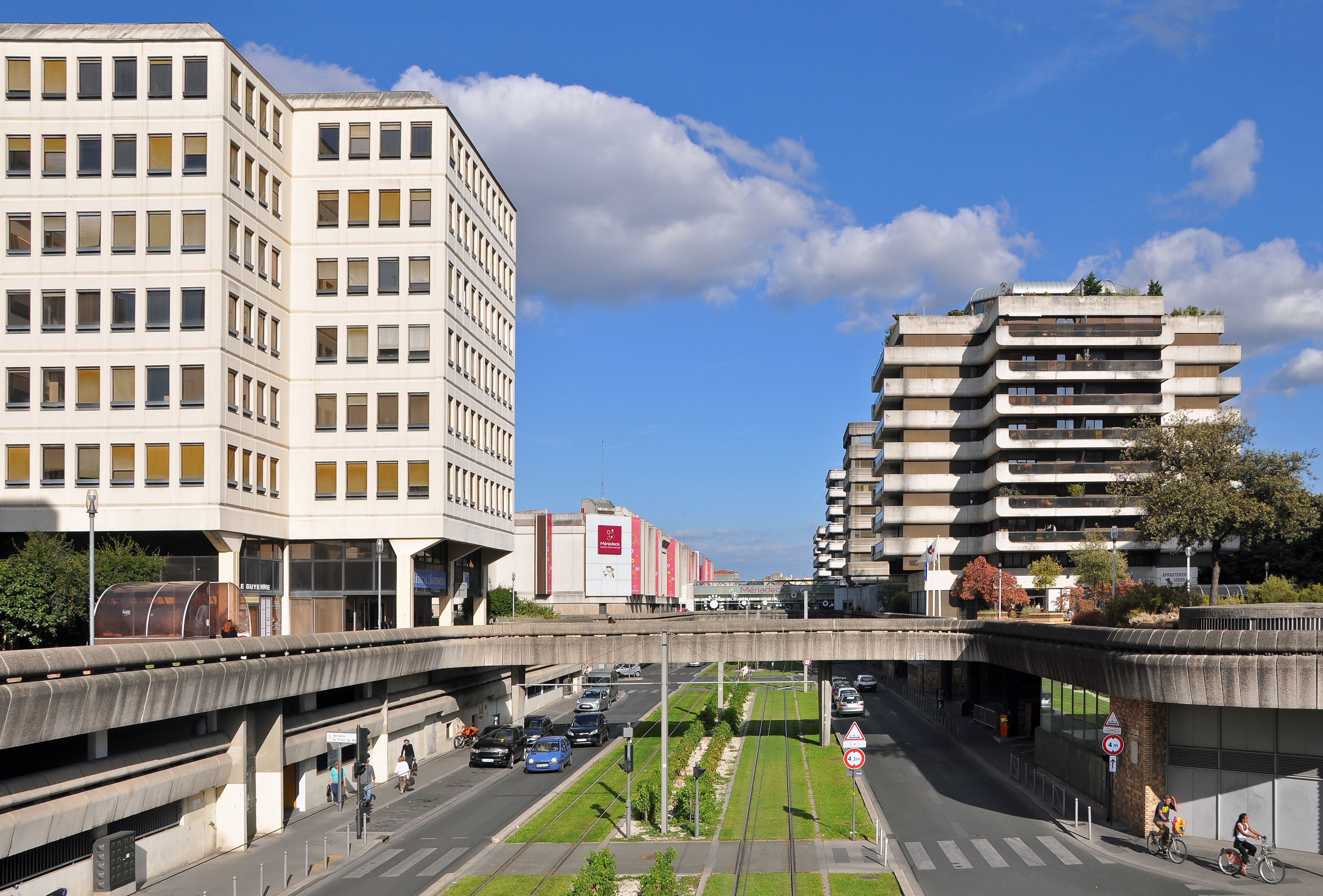
Straatbeeld van Mériadeck

Mériadeck is een zakenwijk in de Franse stad Bordeaux.
Tot halverwege de twintigste eeuw was het een wijk waar vooral de lagere sociale klassen woonden en zich veel bordelen en goedkope kroegen bevonden. In de jaren zestig heeft de toenmalige bebouwing plaats moeten maken voor de huidige zakenwijk. Er bevinden zich kantoorgebouwen (waaronder een groot aantal overheidsinstellingen), zoals de prefectuur van het departement Gironde, het kantoor van Bordeaux Métropole en de hoofdkantoren van de politie en de posterijen), appartementencomplexen, een groot winkelcentrum en andere voorzieningen zoals een ijsbaan. 